# Wassertorstraße 33 (Quedlinburg)

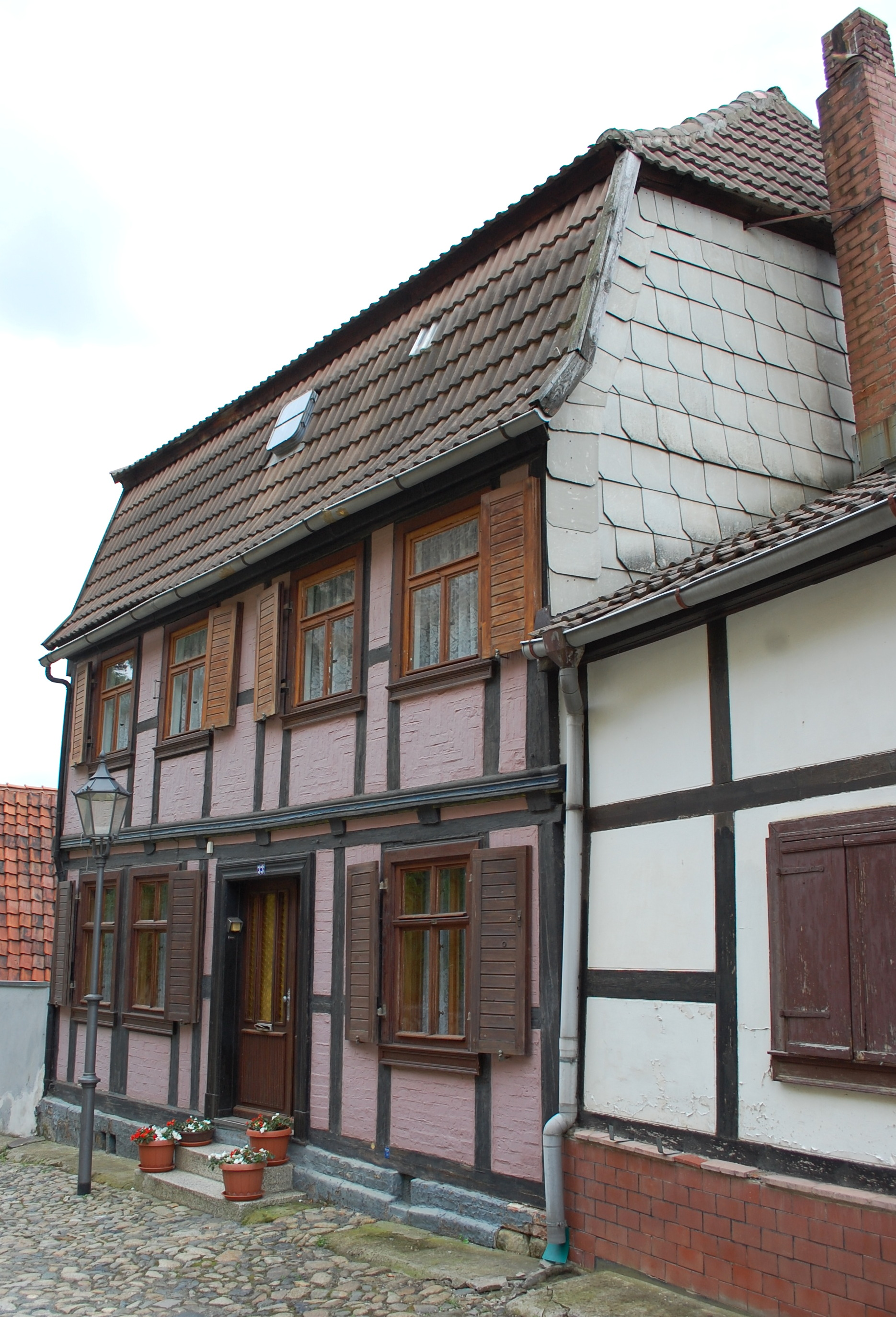
Haus Wassertorstraße 33

Das Haus Wassertorstraße 33 ist ein denkmalgeschütztes Gebäude in der Stadt Quedlinburg in Sachsen-Anhalt.

## Lage
Das Gebäude befindet sich südlich am Quedlinburger Schloßberg im Stadtteil Westendorf. Das Haus ist im Quedlinburger Denkmalverzeichnis eingetragen und gehört zum UNESCO-Weltkulturerbe.

## Architektur und Geschichte
Das zweigeschossige Fachwerkhaus entstand um 1760. Das obere Geschoss kragt etwas über das Erdgeschoss vor. Bedeckt ist das Gebäude mit einem Mansarddach, in welchem sich in der Vergangenheit einmal eine Ladeluke befand. Die Stockschwelle ist schlicht profiliert, die Gefache sind mit Zierausmauerungen versehen. Markant für die straßenseitige Fassade sind die angebrachten Fensterläden.